# Blackberry Keyone
Das Blackberry Keyone (Eigenschreibweise: BlackBerry KEYone) ist ein Android-Smartphone der Marke Blackberry. Das Gerät trug zuvor den Arbeitstitel „Mercury“ und wurde 2017 im Vorfeld des Mobile World Congress in Barcelona vorgestellt. Hergestellt und vertrieben wird das Smartphone von dem Elektronikkonzern TCL, welcher 2016 die Rechte an der Marke Blackberry erwarb. Besondere Aufmerksamkeit wurde der Neuerscheinung aufgrund der fest verbauten Hardware-Tastatur in Kombination mit Android als Betriebssystem beigemessen. Dies zeichnete sich auch in den Vorbestellungen ab: laut TCL soll das Keyone alle Rekorde gegenüber den Vorgängermodellen gebrochen haben. Der Hersteller selbst bezeichnet das Keyone als „sicherstes Android-Telefon auf dem Markt“.

## Design
Das Blackberry Keyone ist in einem eloxiertem Aluminiumrahmen eingefasst und auf der Rückseite mit einer rutschfesten Kunststoff-Oberfläche mit Carbonmuster versehen. Ebenfalls auf der Rückseite ist das klassische Blackberry-Logo abgebildet. Es wiegt 180 Gramm und ist damit etwas leichter als das Blackberry Priv. Die Ecken am unteren Ende sind abgerundet. Es ist mit einer Haupt- und Frontkamera ausgestattet. Der Klinkenstecker für die Kopfhörer wurde links oben in den Rahmen integriert. Eine Signal-LED auf der Vorderseite kann den Benutzer bei Bedarf über neue Anrufe oder Nachrichten informieren. Auf der linken Gehäuseseite befindet sich der Druckknopf zum Ein- und Ausschalten des Geräts; auf der gegenüberliegenden Seite sind in der Reihenfolge von oben nach unten die Knöpfe für lauter, leiser, und ein frei konfigurierbarer Knopf (sog. Convenience Key) angeordnet. Der Slot für die Nano-SIM-Karte wurde am oberen rechten Ende positioniert, zur Öffnung wird ein mitgeliefertes Werkzeug benötigt. Am unteren Ende des Smartphones kann das Ladekabel an den USB-Typ-C-Port angeschlossen werden. Die kapazitiven Tasten zur Bedienung des Android-Betriebssystems sind unmittelbar über der physischen Tastatur nebeneinander angeordnet. Die Tastatur selbst ist glänzend verarbeitet, die Buchstabenreihen sind voneinander jeweils mit einer Zierleiste aus Aluminium getrennt.

## Hardware

### Tastatur
Der Hersteller hat das Blackberry Keyone mit einer physischen Tastatur ausgestattet, die ohne Schiebemechanismus fest und dauerhaft sichtbar an das untere Ende des Displays verbaut wurde. Die Tastenreihen orientieren sich am klassischen Design einer PC-Tastatur (in Deutschland mit QWERTZ-Layout) und sind außerdem berührungssensitiv. Der Hintergrund wird automatisch beleuchtet, sobald das Umgebungslicht eine bestimmte Schwelle unterschreitet. Wie bei den Vorgängermodellen, sind die Tasten traditionell etwas abgeschrägt, um die Bedienung zu erleichtern. Das Betriebssystem kann mit verschiedenen Gesten gesteuert werden, beispielsweise indem der Anwender mit dem Finger unmittelbar auf der Tastatur nach links oder rechts „wischt“ (engl. swipe). In der Anwendung lässt sich somit eine Website im Browser in eine beliebige Richtung scrollen, ohne dass der Benutzer den Bildschirm berühren muss. In Textfeldern besteht außerdem die Möglichkeit, mit einer Wischgeste nach oben einen Wortvorschlag anzunehmen – eine Taste muss dafür nicht aktiv betätigt werden. Die Leertaste am unteren Ende kann neben ihrer eigentlichen Funktion gleichzeitig als Fingerabdrucksensor genutzt werden, um das Gerät zu entsperren. Zwei integrierte Leuchtdioden benachrichtigen den Anwender über den Status der Aktion. Ferner kann jede Taste mit einer Doppelfunktion belegt werden, die im Startmenü ausgeführt werden kann: das System unterscheidet zwischen kurzem und langem Druck auf die Taste. Wird die vorgenannte Aktion ausgelöst, kann der Benutzer eine vordefinierte App ausführen, ohne die App-Auswahl durchsuchen zu müssen. Insgesamt sind theoretisch 52 verschiedene Aktionen konfigurierbar. Den Tasten kann in diesem Zusammenhang auch ein spezieller Kontakt im integrierten Telefonbuch zugewiesen, oder ein Nachrichtenverlauf aufgerufen werden.

### Kamera
Analog zum Pixel, einem Android-Smartphone von Google, ist im Keyone der gleiche Kamerasensor verbaut. Die Hauptkamera ermöglicht Aufnahmen mit max. 12 Megapixeln und einer f/2.0-Blende. Videos können in 4K aufgezeichnet werden. Auf der Vorderseite ist die Frontkamera positioniert, die Aufnahmen mit max. 8 Megapixeln erlaubt. Die Kameras können jeweils mit Blitz angesteuert werden, die Hauptkamera auf der Rückseite auch mit Dual-Blitz. Dieser kann auch als Taschenlampe betrieben werden.

### Akkulaufzeit
Die Komponenten des Gerätes wurden insbesondere auf lange Akkulaufzeiten abgestimmt. Der vergleichsweise große Akku mit 3505 mAh soll in Kombination mit dem Snapdragon-Chipsatz laut Herstellerangabe bis zu 576 Stunden Bereitschaftsbetrieb (auch: Standby-Betrieb) ermöglichen. Bei durchschnittlicher Nutzung soll das Keyone bis zu 2 Tage am Stück betriebsbereit sein. Die durchgängige Gesprächszeit ist auf 17 Stunden beziffert, wenngleich die Akkulaufzeit unter Volllast bei anhaltender Videowiedergabe in Testberichten auch mit 20 Stunden angegeben wird. Die Laufzeit ergibt sich aus dem Zusammenspiel des auf Strombedarf optimierten Prozessors, dem großen Akku sowie dem aufgeteilten Display, welches durch die angegliederte Tastatur nicht die gesamte Fläche des Gerätes einnimmt.

## Betriebssystem
Als Betriebssystem ist Android 7.1.1. Nougat vorinstalliert. Das System wurde von Blackberry sowohl an die spezielle Bauweise des Geräts, als auch an die Bedürfnisse von Geschäftskunden angepasst. Eine virtuelle Tastatur ist aufgrund der baulichen Gegebenheiten obsolet und wird, außer für die Eingabe von Sonderzeichen, dementsprechend nicht eingeblendet.

### Apps
Im Unterschied zu älteren Blackberry-Smartphones mit Blackberry OS10, können auf dem Keyone mittels Playstore von Google alle gelisteten Apps installiert werden. Blackberry hat im Zuge der Anpassung des Systems die native Unterstützung der Tastatur in Android-Apps realisiert, sodass die virtuelle Tastatur beispielsweise in etablierten Messengern wie WhatsApp nicht zusätzlich eingeblendet wird. So lässt sich im Beispiel von Whatsapp auch eine Nachricht mit der Eingabetaste absenden, ohne die Aktion auf dem Bildschirm auszuwählen. Neben den Apps aus dem Playstore hat Blackberry eigene Anwendungen integriert:
- BlackBerry Hub wurde aus dem hauseigenen System übernommen und bündelt auch unter Android alle Kurznachrichten, Telefonanrufe und E-Mails in einer Ansicht
- DTEK als Sicherheitszentrale mit Funktionen zur Überwachung und Kontrolle des Betriebssystems
- Kalender, Passwortmanager, Dateimanager, Telefonbuch und Notizen

### Besonderheiten
Mit Hilfe der BlackBerry Pop-up Widgets können einzelne Funktionen in Apps direkt über den Startbildschirm mittels Wischgeste aufgerufen werden. Es besteht weiterhin die Möglichkeit einen sogenannten Productivity Tab in Form einer schmalen Leiste dauerhaft – auch in laufenden Apps – auf der rechten oder linken Seite des Displays einzublenden. Dieser lässt sich ebenfalls mit einer Wischgeste aktivieren, woraufhin beispielsweise neue Nachrichten, Kalendereinträge oder Kontakte eingesehen werden können, ohne die aktive App verlassen zu müssen. Weitere benutzerdefinierte Funktionen können über die frei konfigurierbare Taste, den Convenience Key, eingerichtet werden.

## Sicherheit
Das Keyone ist hardware- wie auch softwareseitig zusätzlich abgesichert. Blackberry hat zum einen ein sogenanntes „Root of Trust“-Konzept integriert, das bei jedem Start des Betriebssystems eine Prozedur durchläuft, die Komponenten und Software auf sicherheitsrelevante Unversehrtheit überprüft. Dies wird unter Zuhilfenahme von Sicherheitsschlüsseln im Prozessor gewährleistet. Das Gerät lässt sich nicht „rooten“, systemfremde Softwareanwendungen (z. B. Jailbreaks) werden somit ausgeschlossen, um die nativen Sicherheitsfunktionen nicht aushebeln zu können. Softwareseitig ist außerdem in jedem Gerät die Anwendung „DTEK“ vorinstalliert, die eine gezielte Einflussnahme auf die Weitergabe von Daten in den jeweiligen Apps erlaubt. Außerdem werden sowohl das Betriebssystem als auch die Privatsphäreneinstellungen permanent von DTEK überwacht. Der Anwender kann sich darüber hinaus anhand eines Punktesystems über die gegebene Sicherheit informieren oder entsprechende Einstellungen vornehmen, um diese zu verbessern. Blackberry hat im Zuge der Veröffentlichung versprochen, anders als andere Hersteller monatliche Sicherheitsupdates anzubieten. Für Firmenkunden werden außerdem erweiterte Enterprise-Lösungen angeboten, um vertraulichen Daten gezielt zu schützen oder von privaten Konversationen zu trennen.

## Verschiedenes
- Zwischen der ersten Produktpräsentation und dem offiziellen Verkaufsstart tauchte das Blackberry Keyone in einer Szene der Fernsehserie Last Man Standing auf.[14]
- In Deutschland wurde das Gerät bereits vor dem Verkaufsstart in den Vereinigten Staaten am 16. Mai 2017 im Einzelhandel zum Verkauf freigegeben.[5][15]